# Majakutatás
A majakutatás a prekolumbiánus maja civilizáció különböző aspektusainak tanulmányozásával foglalkozó tudományág. Művelői számos különböző szaktudomány szakértői lehetnek, mint a régészet, nyelvészet, felirattan, népművészet, történelem, fényképezés, művészettörténet, építészet, csillagászat, iparművészet (kerámia és mások).
Ez a tudományos ágazat a 19. század vége felé önállósodott, amikor felerősödött a nemzetközi érdeklődés a maja írás megfejtése iránt.

## A maják kutatásának története

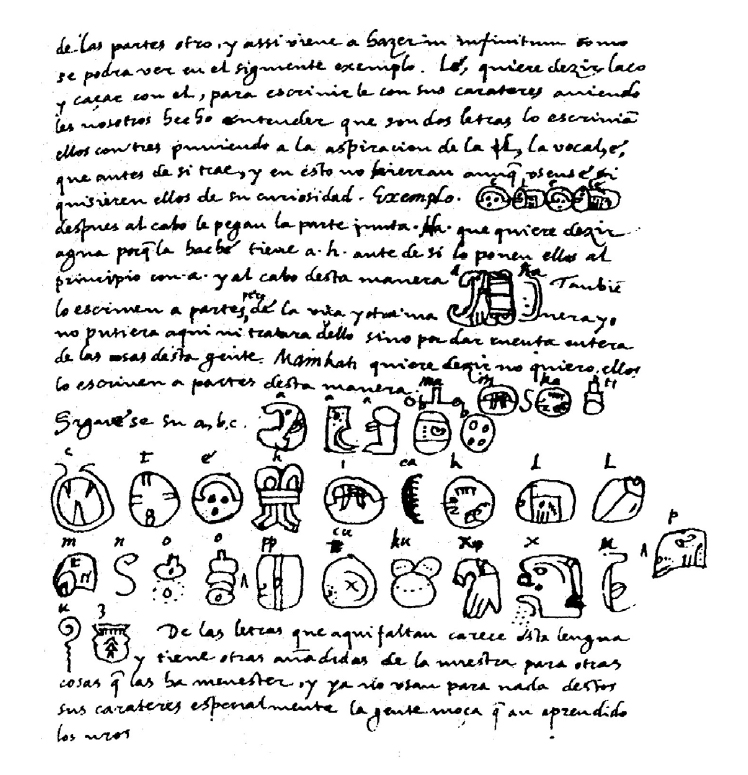
Diego de Landa egyik kéziratának részlete

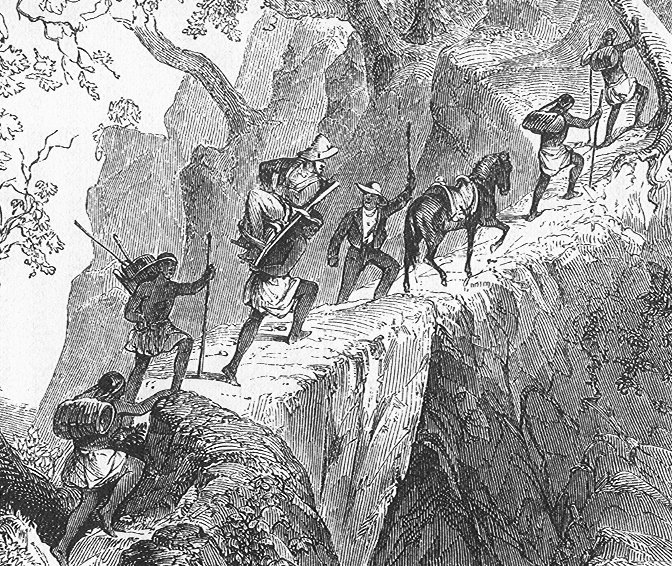
Utazók Közép-Amerikában, litográfia, 1841

Amikor a konkvisztádorok megérkeztek a maja területre, az ottani kultúra már erősen hanyatlóban volt, a nagyobb városok elhagyatottak voltak, miközben a törzsek egymás ellen küzdöttek. A Yucatán-félszigeten Francisco de Montejo kezdte meg az északi maja területek meghódítását, ami 1547-re sikerült is. A többi maja terület csak 150 évvel később került spanyol uralom alá.
A majakutatás első, rendkívül ellentmondásos alakja Diego de Landa spanyol misszionárius volt, aki 1562 július 12-én – többszáz maja „hitetlen” megkínzása, megölése mellett – az általa összegyűjtött rengeteg maja kódexet, írott anyagot autodafén égette el, mint az ördög művét.
Kegyetlenségét kortársai, felettes püspöke is túlzónak tartotta; visszarendelték Spanyolországba és bíróság elé állították. Ekkor írta meg Relación de las Cosas de Yucatán (A Yucatán dolgairól szóló beszámoló) című művét, amelyben leírja a maják nyelvét, vallását, kultúráját. Ez a kézirat nagyrészt maja adatközlőkkel folytatott beszélgetéseken alapul. Az eredeti elveszett, csak egy szerkesztett összefoglaló ismeretes, ami azonban így is rendkívül értékes forrása lett a majakutatásnak, és így kis részben ellensúlyozta a szerzője által végzett borzalmas pusztítást.
Landa eredeti kéziratainak nagy része feledésbe merült, csak 1862-ben fedezte fel azokat újra Charles Étienne Brasseur de Bourbourg apát a királyi irattárban.
A spanyol gyarmati uralom idején a maja civilizáció iránt csekély volt az érdeklődés. A 19. században Mexikó függetlenségi harca, a Yucatán-félsziget regionális problémái is hátráltatták a feltárást.
A korai spanyol krónikákban megemlített helyi nagy városokat az utókor a fantázia termékének tartotta. Amikor azonban Palenque és más romvárosok újra ismertté váltak, feltámadt a tudósok érdeklődése. Eleinte azonban kizárták a maja őslakosok részvételét a maja építkezésekben, föníciaiaknak vagy óegyiptomiaknak tulajdonították a piramisok építését. Több kutató úgy tartotta, hogy a romvárosok Izrael elveszett tíz törzse művei.

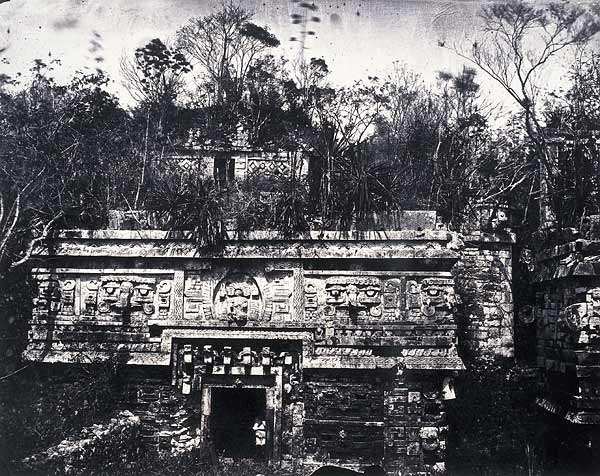
A Chichén Itzá déli részén található úgynevezett „Apácák palotájának” fényképe; Désiré Charnay, 1859

1839-ben John Lloyd Stephens és Frederick Catherwood feltárta Copán ősi városának régészeti lelőhelyét Közép-Amerikában. Fokozatosan meggyőződtek arról, hogy az építkezések valóban a helyi őslakosok munkái.
Juan Pío Pérez mexikói kutató gyűjtötte be az 1859-ben Párizsi kódex néven ismertté vált maja irományt, ami jelentősen járult hozzá a maja írás megismeréséhez.
A 20. század végére a maja hieroglifák túlnyomó részét megfejtették, így olvashatóvá, értelmezhetővé vált a fennmaradt négy kódex, valamint a sztélék és más kőemlékek feliratai. A részletek kutatása, értelmezése azonban még sok munkát tartogat a maja civilizáció kutatói számára.

## Ismertebb majakutatók
- Diego de Landa (1524-1579)
- Charles Étienne Brasseur de Bourbourg (1814-1874)
- Frederick Catherwood (1799-1854)
- Désiré Charnay (1828-1915)
- Ernst Förstemann (1822-1906)
- Jurij Valentyinovics Knorozov (1922-1999)
- Teobert Maler (1842 -1917)
- Alfred Maudslay (1850 - 1931)
- Sylvanus Morley (1883-1948)
- Augustus Le Plongeon (1825-1908)
- Tatiana Proskouriakoff (1909-1985)
- Léon De Rosny (1837-1914)
- Linda Schele (1942 - 1998)
- John Lloyd Stephens (1805-1852)
- Jean-Frédéric Waldeck (1766-1875)
- Gordon Willey (1913-2002)

## A 21. században még aktív nevesebb tudósok
- Nikolai Grube (1962 -)
- Stephen D. Houston (1958- )
- Simon Martin
- Mary Miller (1952 - )
- David Stuart (1965- )
- Karl Taube (1957- )
- Ruud van Akkeren (1956- )

## Fordítás
- Ez a szócikk részben vagy egészben  a   Mayaniste című francia Wikipédia-szócikk ezen változatának fordításán alapul.  Az eredeti cikk szerkesztőit annak laptörténete sorolja fel. Ez a jelzés csupán a megfogalmazás eredetét és a szerzői jogokat jelzi, nem szolgál a cikkben szereplő információk forrásmegjelöléseként.